# Martín Zubimendi
Martín Zubimendi Ibáñez (San Sebastián, 2 febbraio 1999) è un calciatore spagnolo, centrocampista dell'Arsenal e della nazionale spagnola, con la quale è stato campione d’Europa nel 2024.

## Caratteristiche tecniche
È un centrocampista centrale.

## Carriera

### Club
Entra nel settore giovanile della Real Sociedad a dodici anni, nel 2011. Ha esordito con la Real Sociedad B il 22 aprile 2017 nella sconfitta interna per 2-0 contro il Logroñés. L'anno seguente fa il suo debutto dal primo minuto contro il Burgos giocando 77 minuti (0-1). Segna il suo primo gol il 26 gennaio 2019 contro il Barakaldo (3-0). Nella stessa stagione fa, anche, il suo esordio con la squadra maggiore il 28 aprile 2019 giocando sei minuti contro il Getafe.
Nella stagione 2020-2021 viene definitivamente promosso in prima squadra, dove fa anche la sua prima partita nelle competizioni europee, in Europa League, il 22 ottobre 2020 contro il Rijeka (1-0). Il 3 aprile 2021 gioca tutta la finale di Coppa del Re contro l'Athletic Bilbao vinta per 1-0, vincendo così il suo primo trofeo da professionista. Il 24 febbraio 2022 segna la sua prima rete nelle coppe europee nel ritorno del turno intermedio di Europa League contro il Lipsia (1-3), venendo poi eliminati. Arriva anche la prima rete in LaLiga il 13 marzo contro l'Alavés.

#### Arsenal
Il 6 luglio 2025 viene ingaggiato dall'Arsenal, club inglese militante in Premier League.

### Nazionale
Nel 2020 partecipa alle Olimpiadi dove gioca tutte le partite, tra cui la finale contro il Brasile, persa per 2-1. Nel 2021, con l'Under-21, ottiene il bronzo al Campionato Europeo scendendo in campo quattro volte su cinque.
Fa il suo debutto nella nazionale maggiore l'8 giugno 2021, in amichevole e da titolare, contro la Lituania (4-0). Viene convocato a marzo 2023 per le sfide di qualificazione per Euro 2024 contro Norvegia e Scozia e per la Fase Finale di Nations League, dove vince anche la competizione, senza scendere in campo in nessuna delle quattro partite. A più di due anni dalla prima volta, torna in campo con la nazionale contro la Georgia (1-7).
Il 12 ottobre 2024 realizza il suo primo gol per la selezione iberica nel successo per 1-0 in Nations League contro la Danimarca.

## Statistiche

### Presenze e reti nei club
Statistiche aggiornate al 6 luglio 2025.
| Stagione             | Squadra              | Campionato           | Campionato | Campionato | Coppe nazionali | Coppe nazionali | Coppe nazionali | Coppe continentali | Coppe continentali | Coppe continentali | Altre coppe | Altre coppe | Altre coppe | Totale | Totale |
| Stagione             | Squadra              | Comp                 | Pres       | Reti       | Comp            | Pres            | Reti            | Comp               | Pres               | Reti               | Comp        | Pres        | Reti        | Pres   | Reti   |
| -------------------- | -------------------- | -------------------- | ---------- | ---------- | --------------- | --------------- | --------------- | ------------------ | ------------------ | ------------------ | ----------- | ----------- | ----------- | ------ | ------ |
| 2018-2019            | Real Sociedad        | PD                   | 1          | 0          | CR              | 0               | 0               |                    | -                  | -                  |             | -           | -           | 1      | 0      |
| 2019-2020            | Real Sociedad        | PD                   | 9          | 0          | CR              | 1               | 0               |                    | -                  | -                  |             | -           | -           | 10     | 0      |
| 2020-2021            | Real Sociedad        | PD                   | 31         | 0          | CR              | 2               | 0               | UEL                | 7                  | 0                  | SS          | 1           | 0           | 41     | 0      |
| 2021-2022            | Real Sociedad        | PD                   | 36         | 2          | CR              | 4               | 0               | UEL                | 7                  | 1                  |             | -           | -           | 47     | 3      |
| 2022-2023            | Real Sociedad        | PD                   | 36         | 1          | CR              | 4               | 0               | UEL                | 4                  | 0                  |             | -           | -           | 44     | 1      |
| 2023-2024            | Real Sociedad        | PD                   | 31         | 4          | CR              | 6               | 0               | UCL                | 8                  | 0                  |             | -           | -           | 45     | 4      |
| 2024-2025            | Real Sociedad        | PD                   | 36         | 2          | CR              | 4               | 0               | UEL                | 8                  | 0                  |             | -           | -           | 48     | 2      |
| Totale Real Sociedad | Totale Real Sociedad | Totale Real Sociedad | 180        | 9          |                 | 21              | 0               |                    | 34                 | 1                  |             | 1           | 0           | 236    | 10     |
| 2025-2026            | Arsenal              | PL                   | -          | -          | FACup+CdL       | -               | -               | UCL                | -                  | -                  | -           | -           | -           | -      | -      |
| Totale carriera      | Totale carriera      | Totale carriera      | 180        | 9          |                 | 21              | 0               |                    | 34                 | 1                  |             | 1           | 0           | 236    | 10     |

### Cronologia presenze e reti in nazionale
| Cronologia completa delle presenze e delle reti in nazionale ― Spagna | Cronologia completa delle presenze e delle reti in nazionale ― Spagna | Cronologia completa delle presenze e delle reti in nazionale ― Spagna | Cronologia completa delle presenze e delle reti in nazionale ― Spagna | Cronologia completa delle presenze e delle reti in nazionale ― Spagna | Cronologia completa delle presenze e delle reti in nazionale ― Spagna | Cronologia completa delle presenze e delle reti in nazionale ― Spagna | Cronologia completa delle presenze e delle reti in nazionale ― Spagna |
| Data                                                                  | Città                                                                 | In casa                                                               | Risultato                                                             | Ospiti                                                                | Competizione                                                          | Reti                                                                  | Note                                                                  |
| --------------------------------------------------------------------- | --------------------------------------------------------------------- | --------------------------------------------------------------------- | --------------------------------------------------------------------- | --------------------------------------------------------------------- | --------------------------------------------------------------------- | --------------------------------------------------------------------- | --------------------------------------------------------------------- |
| 8-6-2021                                                              | Leganés                                                               | Spagna                                                                | 4 – 0                                                                 | Lituania                                                              | Amichevole                                                            | -                                                                     | 53’                                                                   |
| 8-9-2023                                                              | Tbilisi                                                               | Georgia                                                               | 1 – 7                                                                 | Spagna                                                                | Qual. Euro 2024                                                       | -                                                                     | 72’ 87’                                                               |
| 16-11-2023                                                            | Limassol                                                              | Cipro                                                                 | 1 – 3                                                                 | Spagna                                                                | Qual. Euro 2024                                                       | -                                                                     |                                                                       |
| 19-11-2023                                                            | Valladolid                                                            | Spagna                                                                | 3 – 1                                                                 | Georgia                                                               | Qual. Euro 2024                                                       | -                                                                     | 86’                                                                   |
| 22-3-2024                                                             | Londra                                                                | Spagna                                                                | 0 – 1                                                                 | Colombia                                                              | Amichevole                                                            | -                                                                     |                                                                       |
| 5-6-2024                                                              | Badajoz                                                               | Spagna                                                                | 5 – 0                                                                 | Andorra                                                               | Amichevole                                                            | -                                                                     | 67’                                                                   |
| 15-6-2024                                                             | Berlino                                                               | Spagna                                                                | 3 – 0                                                                 | Croazia                                                               | Euro 2024 - 1º turno                                                  | -                                                                     | 86’                                                                   |
| 24-6-2024                                                             | Düsseldorf                                                            | Albania                                                               | 0 – 1                                                                 | Spagna                                                                | Euro 2024 - 1º turno                                                  | -                                                                     |                                                                       |
| 9-7-2024                                                              | Monaco di Baviera                                                     | Spagna                                                                | 2 – 1                                                                 | Francia                                                               | Euro 2024 - Semifinale                                                | -                                                                     | 90+3’                                                                 |
| 14-7-2024                                                             | Berlino                                                               | Spagna                                                                | 2 – 1                                                                 | Inghilterra                                                           | Euro 2024 - Finale                                                    | -                                                                     | 46’                                                                   |
| 5-9-2024                                                              | Belgrado                                                              | Serbia                                                                | 0 – 0                                                                 | Spagna                                                                | UEFA Nations League 2024-2025 - 1º turno                              | -                                                                     |                                                                       |
| 8-9-2024                                                              | Ginevra                                                               | Svizzera                                                              | 1 – 4                                                                 | Spagna                                                                | UEFA Nations League 2024-2025 - 1º turno                              | -                                                                     | 59’                                                                   |
| 12-10-2024                                                            | Murcia                                                                | Spagna                                                                | 1 – 0                                                                 | Danimarca                                                             | UEFA Nations League 2024-2025 - 1º turno                              | 1                                                                     |                                                                       |
| 15-10-2024                                                            | Cordova                                                               | Spagna                                                                | 3 – 0                                                                 | Serbia                                                                | UEFA Nations League 2024-2025 - 1º turno                              | -                                                                     |                                                                       |
| 15-11-2024                                                            | Copenaghen                                                            | Danimarca                                                             | 1 – 2                                                                 | Spagna                                                                | UEFA Nations League 2024-2025 - 1º turno                              | -                                                                     | 70’                                                                   |
| 20-3-2025                                                             | Rotterdam                                                             | Paesi Bassi                                                           | 2 – 2                                                                 | Spagna                                                                | UEFA Nations League 2024-2025 - Quarti di finale                      | -                                                                     |                                                                       |
| 23-3-2025                                                             | Valencia                                                              | Spagna                                                                | 3 – 3 dts (5 – 4 dtr)                                                 | Paesi Bassi                                                           | UEFA Nations League 2024-2025 - Quarti di finale                      | -                                                                     | 106’                                                                  |
| 5-6-2025                                                              | Stoccarda                                                             | Spagna                                                                | 5 – 4                                                                 | Francia                                                               | UEFA Nations League 2024-2025 - Semifinale                            | -                                                                     |                                                                       |
| 8-6-2025                                                              | Monaco di Baviera                                                     | Portogallo                                                            | 2 – 2 dts (5 – 3 dtr)                                                 | Spagna                                                                | UEFA Nations League 2024-2025 - Finale                                | 1                                                                     |                                                                       |
| Totale                                                                |                                                                       | Presenze                                                              | 19                                                                    |                                                                       | Reti                                                                  | 2                                                                     |                                                                       |

## Palmarès

### Club
- Coppa di Spagna: 1

Real Sociedad: 2019-2020

### Nazionale
- Argento olimpico: 1

Tokyo 2020
- UEFA Nations League: 1

2022-2023
- Campionato d'Europa: 1

Germania 2024